# Iclănzel, Mureș
Iclănzel (în maghiară Kisikland) este satul de reședință al comunei cu același nume din județul Mureș, Transilvania, România.

## Istoric
Satul Iclănzel este atestat documentar în anul 1501. 
Pe Harta Iosefină a Transilvaniei din 1769-1773 (Sectio 127), localitatea apare sub numele de „Kis Ikland”.
Până în 1948 fost sediul unui protopopiat greco-catolic, în care a activat între alții Gheorghe Maior, tatăl cărturarului Petru Maior.

## Localizare
Localitatea este situată pe cursul inferior al râului Lechința, pe drumul județean Iernut - Band.

## Demografie
Satul Iclănzel număra în 1992 485 de locuitori.

## Personalități
- Dumitru Iclănzan (1867 - 1971), deputat în Marea Adunare Națională de la Alba Iulia 1918, primar, deputat în Parlament